# Brzeście (gmina Kluczewsko)
Brzeście – wieś w Polsce, położona w województwie świętokrzyskim, w powiecie włoszczowskim, w gminie Kluczewsko.
W latach 1975–1998 miejscowość należała administracyjnie do województwa piotrkowskiego.
Przez miejscowość przebiega droga wojewódzka nr 742.